# マルセル・プルナン
マルセル・プルナン（仏: Marcel Prenant, 1893年1月15日 - 1983年7月15日）は、フランスのレジスタンスの協力者。レミ大佐率いるノートルダム信徒会とフランス共産党をつなぐ橋渡しの役割をになう。